# Eduard Albertovics Balahuri
Eduard Albertovics Balahuri (ukrán betűkkel: Едуард Альбертович Балагурі; Huszt, 1931. szeptember 24. – Ungvár, 2004. január 26.) ukrán régész és történész, egyetemi tanár.

## Élete
1991–1996 között az Ungvári Nemzeti Egyetem (UzsNU) Történelem karának dékánja, 1993–2001 között Ókor és középkor tanszékének vezetője volt. Jelentős szerepe volt több kárpátaljai régészeti lelőhely feltárásában. Fő kutatási területe a bronzkor volt.
1955-ben végezett az Ungvári Állami Egyetem (ma: Ungvári Nemzeti Egyetem) történelem karán. Majd tudományos tevékenységet végzett, aspiráns volt az Ukrán SZSZK Tudományos Akadémiája Társadalomtudományi Intézetében, Lvivben. kandidátusi disszertációját 1965-ben védte meg. Kandidátusi disszertációját a késő bronzkori Noua kultúra Dnyeszeter-melléki történetének témakörében írta.
1961-től az Ungvári Állami Egyetemen oktatott. 1963-tól docensnek nevezték ki. 1985-ben kapott egyetemi tanári kinevezést. 1988-ig az általános történelem tanszék munkatársa volt. 1991–1996 között az Ungvári Nemzeti Egyetem Történelem karának dékánja volt. 1993-tól 2001-ig az Ókor és a középkor tanszék vezetőjeként dolgozott. Nagydoktori fokozatot 1983 novemberében szerzett. Doktori disszertációját a Felső-Tisza-vidék lakónak bronzkori története (Isztorija naszelennya Verhnyoho Potissza v bronzovomu vici) címmel írta.